# Joymania
Joymania Entertainment – niemiecki producent gier komputerowych z siedzibą w Mülheim an der Ruhr założony w 1997, zlikwidowany w 2004 roku.

## Historia
Za nazwą tą kryli się dwaj byli pracownicy Blue Byte – Peter Ohlmann oraz Adam Sprys. Ich debiutanckim projektem było Knights & Merchants: The Shattered Kingdom – RTS utrzymany w średniowiecznych klimatach. Tytuł ten wydany w 1998 przez TopWare Interactive okazał się sukcesem dla twórców; co zachęciło ich do rozpoczęcia prac nad dodatkiem nazwanym Mission CD, lecz prace nad nim ostatecznie wstrzymano ze względu na kłopoty finansowe wydawcy. Niezadowoleni z przebiegu sytuacji, Ohlmann i Sprys zawiesili produkcję własnych gier, pomagając studiu Funatics w tworzeniu Cultures.
Po wydaniu Cultures duet postanowił opracować dodatek do Knights & Merchants we współpracy z Zuxxez Entertainment, właścicielem katalogu marek TopWare, w tym K&M. Wynikiem prac studia było wydanie Knights & Merchants: The Peasants Rebellion – chłodno przyjęte i krytykowane m.in. za przestarzałą grafikę.

### Joymania Development
W 2002 roku Peter Ohlmann i Adam Sprys chcieli stworzyć sequel Knights & Merchants, który byłby w stanie rywalizować z innymi tytułami na rynku między innymi nowocześniejszą grafiką. W tym celu dołączyli do niemieckiej SIMILIS GmbH, lecz tam prace nad nim szybko zarzucono w wyniku licznych nieporozumień między developerami. Wskutek tych wydarzeń, twórcy odeszli z SIMILIS i reaktywowali Joymanię, przemianowując ją na Joymania Development. Nowa firma, skupiła się na tytułach znacznie mniejszych i o niższym budżecie. W latach 2002–2004 r. studio stworzyło trzy gry z serii "...in Trouble", cieszące się niemałą popularnością wśród graczy. W 2003 studio wydało Santa Claus in Trouble...Again!. W 2020 studio powróciło z odświeżoną wersją pierwszej ich gry z Serii "...In Trouble", a dokładniej "Santa Claus In Trouble (HD)"

## Wyprodukowane gry[8]
| Tytuł                                       | Rok                         | Wydawca                     | Platforma                   | Uwagi                                                |
| jako Joymania Entertainment                 | jako Joymania Entertainment | jako Joymania Entertainment | jako Joymania Entertainment | jako Joymania Entertainment                          |
| ------------------------------------------- | --------------------------- | --------------------------- | --------------------------- | ---------------------------------------------------- |
| Knights & Merchants: The Shattered Kingdoms | 1998                        | TopWare Interactive         | Microsoft Windows           |                                                      |
| Cultures                                    | 2000                        | THQ                         | Microsoft Windows           | Pomoc studiu Funatics Development przy produkcji gry |
| Knights & Merchants: The Peasant Rebellion  | 2001                        | ZUXXEZ Entertainment        | Microsoft Windows           |                                                      |
| jako Joymania Development                   |                             |                             |                             |                                                      |
| Santa Claus in Trouble                      | 2002                        | cdv Software                | Microsoft Windows           |                                                      |
| Rosso Rabbit in Trouble                     | 2003                        | cdv Software                | Microsoft Windows           |                                                      |
| Santa Claus in Trouble...Again!             | 2004                        | cdv Software                | Microsoft Windows           |                                                      |
| Santa Claus in Trouble (HD)                 | 2020                        | Joymania Development        | Microsoft Windows           |                                                      |